# Усок (Ямпольский район)
Усок (укр. Усок) — село,
Усокский сельский совет,
Ямпольский район,
Сумская область,
Украина.
Код КОАТУУ — 5925684201. Население по переписи 2001 года составляло 706 человек.
Является административным центром Усокского сельского совета, в который не входят другие населённые пункты.

## Географическое положение
Село Усок находится на берегу реки Усок, недалеко от её истоков,
ниже по течению на расстоянии в 1,5 км расположено село Палиевка.
Рядом проходят автомобильная дорога Т-1912 и
железная дорога, станция Янполь в 3-х км.

## Экономика
- Агрофирма «Свитанок», ООО.

## Объекты социальной сферы
- Школа.
- Фельдшерско-акушерский пункт.

## Достопримечательности
- Братская могила советских воинов.